# Чарозерский район
Чарозе́рский райо́н — административно-территориальная единица в Ленинградской и Вологодской областях, существовавшия с 1931 года по 1955 год.
Административный центр — село Чарозеро.

## История
По постановлению президиума Леноблисполкома от 11 марта 1931 года Петропавловский район был переименован в Чарозерский. Административный центр района село Петропавловское было переименовано в Чарозеро, а Петропавловский сельский Совет был переименован в Чарозерский с/с.

## Административное деление района
В состав района входили 14 сельсоветов: Воскресенский, Кирюгский, Коротецкий, Кречетовский, Кузнецовский, Медведевский, Печенегский Полоченский, Ракульский, Чарозерский, Чарондский, Чепецкий, Шалгободуновский, Шалгокемский.
Постановлением Президиума ЦИК СССР от 23 сентября 1937 года Чарозерский район Ленинградской области в составе 14 сельсоветов был включён в состав вновь образованной Вологодской области.

## Упразднение
В 1955 году Чарозерский район был упразднён, а его территория вошла в состав Кирилловского района Вологодской области.